# 心理物理量
心理物理量（、英: psychophysical quantity）はヒトの感覚に対応して構築・補正された物理量である。

## 概要
物理量はヒトに依存せず客観的に測定し数値化した量であり、心理量はヒトの主観的な感覚の大きさを聞き取り数値化した量である。心理物理量はこの中間にあり、心理量に関する知見をもとに物理量を変換・補正して定義された量である（⇒ #定義）。心理物理量は測定された物理量から算出でき、これは特定条件下の心理量を推定するために利用できる（⇒ #特性）。様々な分野で様々な心理物理量が定義されている（⇒ #例）。

## 定義
JIS Z8103:2019 は心理物理量を次のように定義している：

## 特性

### 物理量からの算出
心理物理量は計測された物理量から算出できる。
心理物理量は定義式に沿って物理量を変換したものつまり物理量の派生であるため、物理量が測定されれば計算により心理物理量を得られる。例えば光に関して、物理量である分光放射強度が測定できれば対応する心理物理量である光度が算出できる。

### 心理量の推定
心理物理量は心理量の推定に利用できる。
心理物理量は物理量が心理量にできるだけ対応するよう定義されている。そのため心理物理量は心理量と一般に一致しないが、ある程度の類似をもつと期待される。そのため計測された物理量を心理物理量へ変換することで心理量を主観的計測実験無しに推定できる。
心理物理量の定義は「特定の条件の下で」心理量と対応するよう設計されている。そのため別の条件下では心理物理量と心理量があまり一致しなくなりうることに注意が必要である。例えば音の大きさの心理物理量は「定常純音を聞く」という条件下で設計されており、複合音ではマスキング効果などによりこの心理物理量が心理量とズレる。

## 例
様々な分野で心理物理量が定義されている。以下はその一例である：
| 分野 | 名称 | 単位                   | 派生元   | 補正       | 意味                 |
| ---- | ---- | ---------------------- | -------- | ---------- | -------------------- |
| 光学 | 光度 | カンデラ               | 放射強度 | 視感効果度 | 点光源の明るさ       |
| 光学 | 輝度 | カンデラ毎平方メートル | 放射輝度 | 視感効果度 | 面光源の明るさ       |
| 光学 | 照度 | ルクス                 | 放射照度 | 視感効果度 | 照らされた面の明るさ |